# Yacin Hehrlein

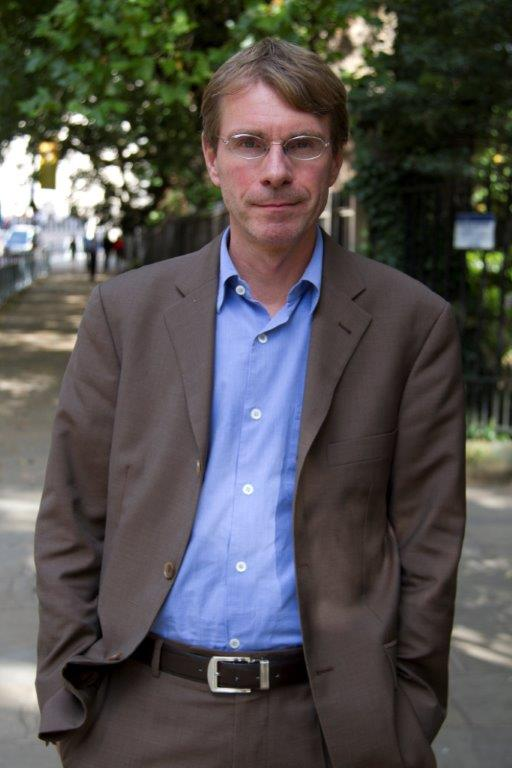
Yacin Hehrlein

Yacin Hehrlein (* 16. Juni 1964 in Gießen) ist ein deutscher Fernsehjournalist und Moderator. 

## Leben und Karriere
Während seines Studiums der Geschichte und Romanistik in Heidelberg und Sevilla arbeitete Hehrlein als Hörfunkreporter und -moderator für den Hessischen Rundfunk.
1992 ging er zum ZDF, wo er in der Hauptredaktion Außenpolitik unter anderem als Chef vom Dienst des auslandsjournals tätig und als Reporter vor allem in Lateinamerika, zahlreichen Ländern Europas sowie in Afrika im Einsatz war. Von 1997 bis 1999 moderierte er das außenpolitische Magazin auslandsjournal extra bei 3sat.
Seit 1999 ist Yacin Hehrlein Großbritannien- und Irland-Korrespondent im ZDF-Studio London. 2014 war er für sechs Monate rund um die Fußball-Weltmeisterschaft als Korrespondent im ZDF-Studio Rio de Janeiro tätig.
Seine Dissertation an der Universität Heidelberg wurde 1992 unter dem Titel Mission und Macht. Die politische Konfrontation zwischen dem Dominikanerorden in Peru und dem Vizekönig Francisco de Toledo (1569–1581) in der Reihe Walberberger Studien veröffentlicht.
Yacin Hehrlein lebt in London und hat einen Sohn.